# La Puebla de los Infantes
La Puebla de los Infantes es un municipio español de la provincia de Sevilla, en la comunidad autónoma de Andalucía. Se encuentra localizado entre la Vega del Guadalquivir y las primeras estribaciones de la Sierra Norte de Sevilla. Tiene una población de 2927 habitantes (INE 2024).

## Geografía y comunicaciones
El núcleo urbano se localiza en una altiplanicie que hace las veces de valle rodeado de montañas, siendo estructurado por un eje este-oeste, que constituye la travesía de las carreteras que le comunican con Constantina y Lora del Río (al oeste) y con Peñaflor (al este). En su término municipal se encuentra el embalse de José Torán, con una superficie de 462 hectáreas y una capacidad de 113 hm³.
Su extensión superficial es de 155 km² y tiene una densidad de 21,39 hab./km². Sus coordenadas geográficas son 37° 46′ N, 5° 23′ O. Se encuentra situada a una altitud de 230 m y a 78 km de la capital de provincia, Sevilla. Una pequeña parte del municipio pertenece al parque natural Sierra Norte de Sevilla.
El asentamiento originario se corresponde con el sector de manzanas irregulares de pequeño tamaño existente al sur del núcleo, que se corresponde con la zona más alta del mismo. Los desarrollos históricos posteriores se han producido fundamentalmente hacia el norte, hasta alcanzar y más tarde superar el trazado de la citada travesía este-oeste. En el extremo septentrional se localizan los grandes equipamientos públicos de carácter deportivo y educativo.

## Historia

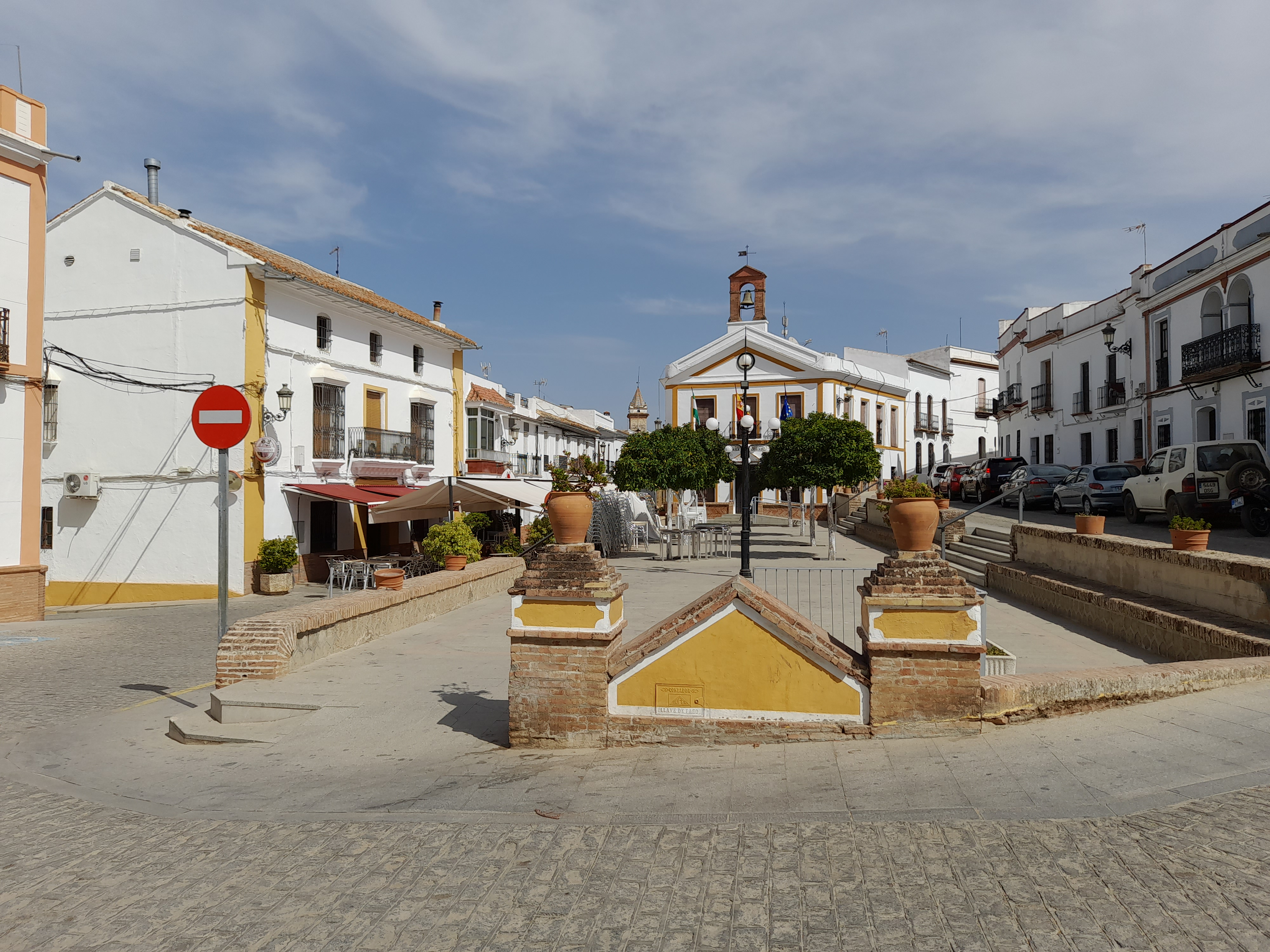
Plaza de la Constitución, con la fuente de Banduro en primer plano y el ayuntamiento al fondo.

Las tierras en que se asienta la actual Puebla de los Infantes han sido ocupadas por el hombre desde tiempos muy remotos, como lo atestiguan los restos arqueológicos hallados. Por este estratégico emplazamiento han ido pasando diferentes culturas, siendo para algunos autores el lugar donde se encontraba la localidad celta de Celsita, que sería transformada en campamento militar por los romanos. Otros expertos opinan que aquí se hallaba la ciudad de Mulva. En cualquier caso, los visigodos llaman a la población Cañebolo, denominación que permanece durante el dominio musulmán, periodo con una población predominantemente bereber, en el que vive un periodo de decadencia. Se han encontrado importantes yacimientos prerromanos, en uno de ellos aparecieron en 1982 más de un centenar de piezas de oro y plata, y se encuentra expuesto en el Museo Arqueológico Nacional, y conocido como Tesoro de La Puebla de los Infantes.
Comienza a recobrar su esplendor a partir de la conquista castellana, realizada por Fernando III de Castilla en 1247. En 1253, Alfonso X el Sabio donó el donadío de Castril a Enrique Enríquez el Viejo, hijo del infante Enrique de Castilla el Senador y nieto del rey Fernando III el Santo, que abarcaba todo el valle que ocupa en la actualidad la presa de José Torán, que entonces se llamaba, valle de Valgruado.
En 1594, La Puebla de los Infantes formaba parte del reino de Sevilla en la sierra de Constantina y contaba con 451 vecinos pecheros.
En el siglo XVII, Luis Jiménez de Góngora y Castilla, recibió en 1654 el título de Vizconde de la Puebla de los Infantes (título creado por Felipe IV), elevado a Marquesado de Puebla de los Infantes a partir de 1716.

## Demografía
Cuenta con una población de 2927 habitantes (INE 2024).
| Gráfica de evolución demográfica de La Puebla de los Infantes entre 1842 y 2021 |
| |
| Población de derecho según los censos de población del INE Población de hecho según los censos de población del INEEn estos censos se denominaba Puebla de los Infantes: 1842, 1857 y 1860 En estos censos se denominaba La Puebla Infantes: 1900, 1910, 1920, 1930, 1940, 1950, 1960, 1970, 1981 y 1991 |

| 3591                      | 3464 | 3469 | 3462 | 3402 | 3361 | 3271 | 3291 | 3263 | 3169 | 2999 |
| (Fuente: INE [Consultar]) |      |      |      |      |      |      |      |      |      |      |

## Economía
La economía local se sustenta fundamentalmente de la agricultura, la ganadería, la explotación forestal y en menor medida del turismo. El cultivo más importante es el del olivo, que ocupa a la mayor parte de la población.
La localidad ha contado históricamente con una importante bolsa de trabajadores temporales en el sector agrario, teniendo especial importancia la emigración interior para campañas de recolección de diversos cultivos.

### Evolución de la deuda viva municipal
| Gráfica de evolución de Deuda viva del Ayuntamiento de Puebla de los Infantes (La) entre 2008 y 2019                                |
| |
| Deuda viva del Ayuntamiento de Puebla de los Infantes (La) en miles de Euros según datos del Ministerio de Hacienda y Ad. Públicas. |

## Patrimonio

### Iglesia parroquial de Nuestra Señora de las Huertas

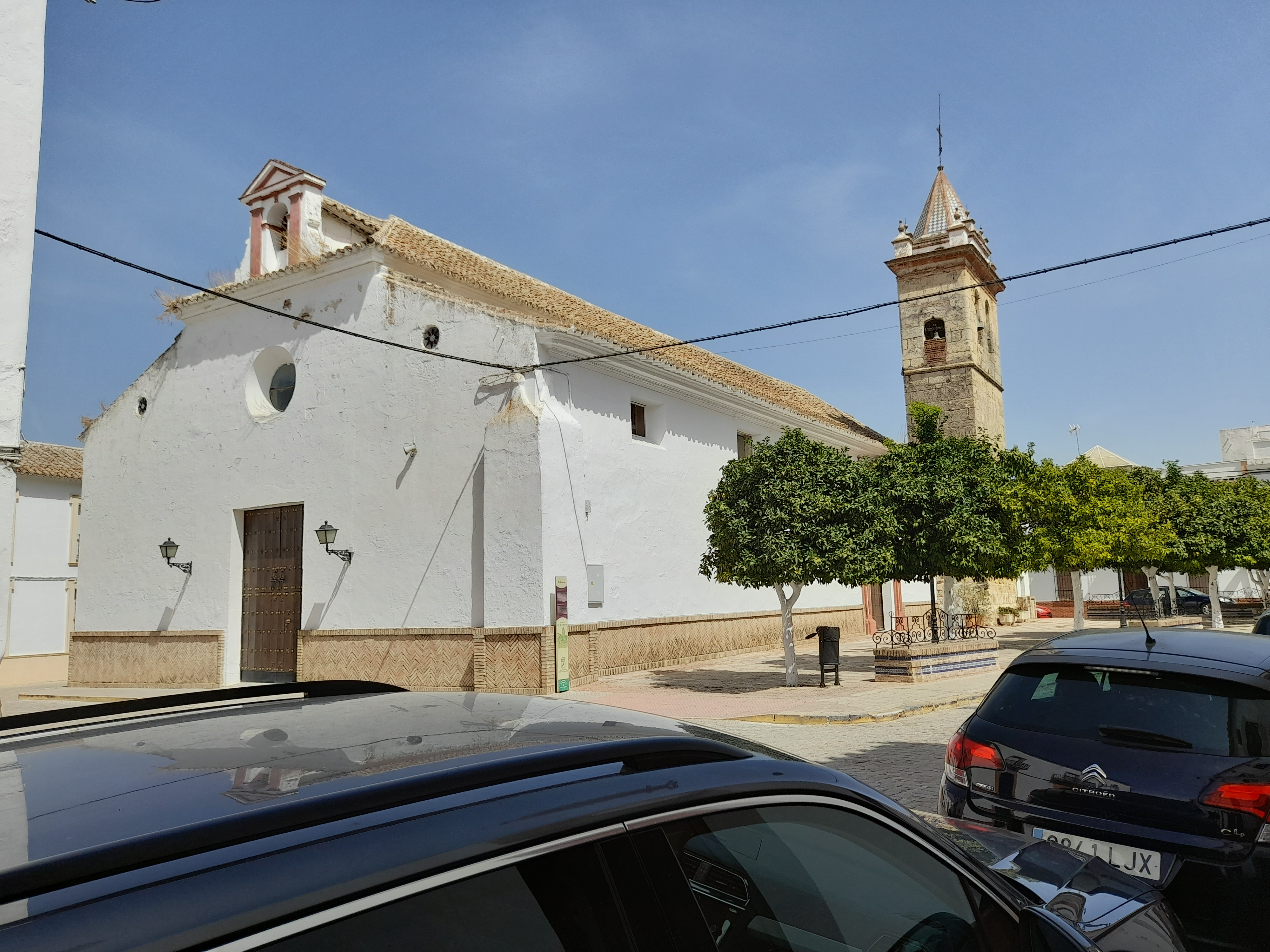
Iglesia de Nuestra Señora de las Huertas.

Entre sus edificaciones de interés histórico artístico destacan la iglesia parroquial de Nuestra Señora de las Huertas, de finales del siglo XV y perfeccionada en el XVI y el XVIII. 
Sus naves fueron cubiertas de bóvedas vaídas y la capilla mayor de una semiesférica. Posee una esbelta torre de cantería de estilo Reyes Católicos, de aspecto castellano, aunque fue rematada tras el terremoto de Lisboa de 1755 por un airoso chapitel de azulejos sevillanos (blancos y azules) y por pináculos de cerámica, que la desvirtúa bastante. En un principio estaría rematada esta torre por un tejado a cuatro aguas.
Destacan esculturas tanto del siglo XVI, XVII y XVIII. Entre ellas la imagen de María Santísima de las Huertas, del periodo renacentista atribuida a la escuela de Pedro Millán y datada hacia 1530; un Crucificado obra de la escuela de Roque Balduque, del siglo XVI; imagen de la Virgen del Rosario de 1592 y cuyo autor fue "Juan de Mesa "el Mozo", vecino de Ecija", un San Pedro in cátedra del siglo XVIII, y de este mismo siglo una Santa Ana enseñando a leer a la Virgen Niña, de (Francisco de Arellano).

### El Castillo

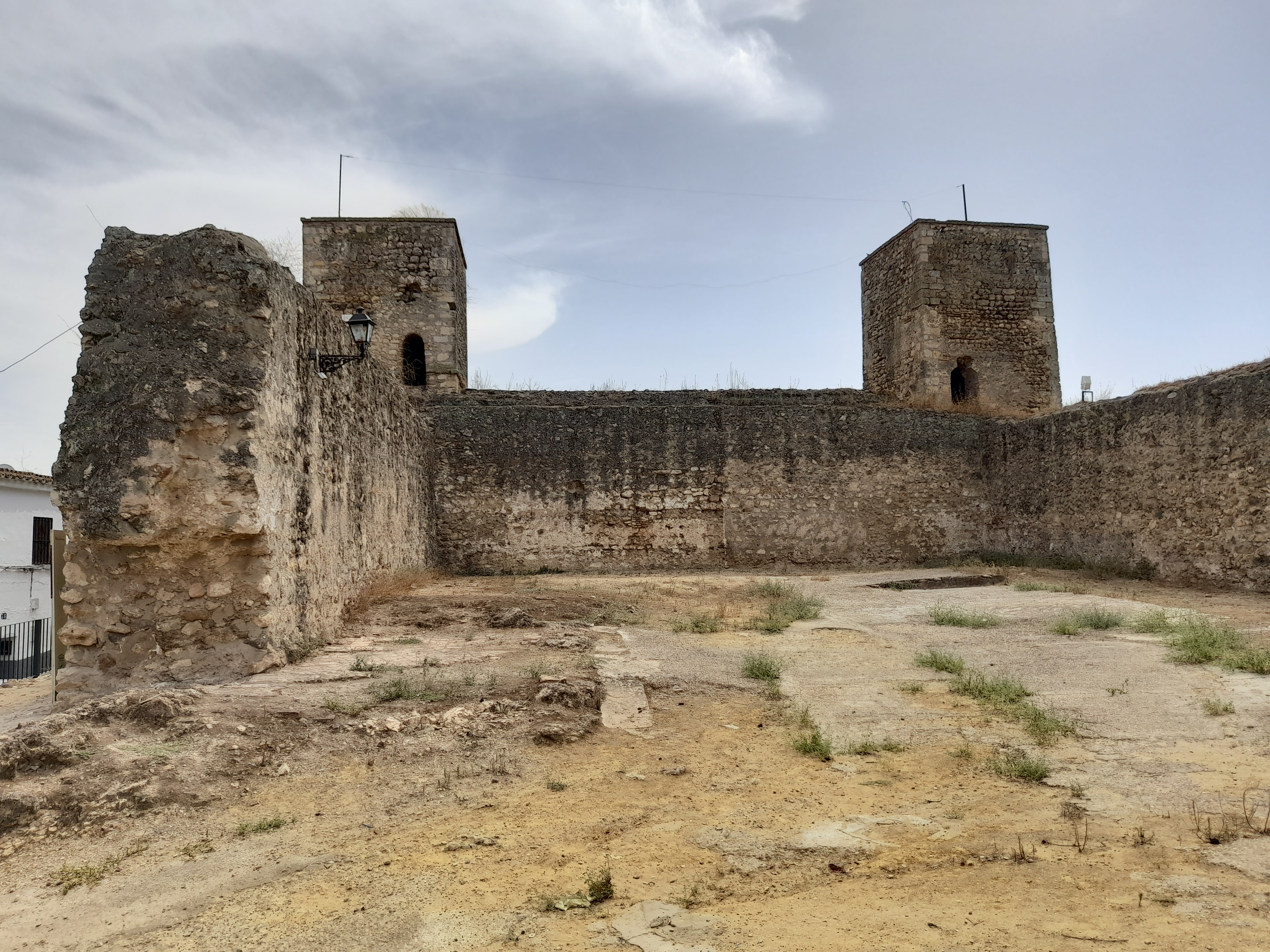
Castillo de La Puebla de los Infantes.

El Castillo, construido a mediados del siglo XIV (1330-1344), de estilo gótico-mudéjar y de planta trapezoidal, está ubicado al sur de la población y en la parte más elevada de la misma, siendo en su origen una construcción de tipo militar. Quedan lienzos de muralla y dos torreones (en un principio fueron cuatro), pero las viviendas construidas entre los siglos XVIII y XIX aprovecharon sus muros para la construcción de las mismas, sirviendo de cantera para estas y otras viviendas de la población, ocupan parte de sus lienzos que en los últimos años van desapareciendo. Parte de sus muros están quedando de nuevo exentos de esas viviendas gracias a varias fases de restauración a que ha sido sometido en los últimos años, descubriendo para los habitantes de La Puebla de los Infantes y visitantes vistas del mismo nunca vistas anteriormente.

### Lavaderos públicos "Las Pilas"
Lavadero, abrevadero y fuente pública datada del siglo XIX (1863), integrado en un espacio compuesto por treinta pilas en forma de jota invertida, una clara adaptación para la movilidad de las lavanderas. Espacio público de importante arraigo popular y un referente en la provincia de Sevilla.

### Cueva del "Jabato" (Sancha)
Cavidad situada en una propiedad privada que, según fuentes orales, sirvió de refugio al bandolero apodado "Jabato" y cuya identidad, al parecer, nadie conocía. Cavidad de corto recorrido, de grandes dimensiones y altura (CATFae CUCA 80133) de forma alargada, algo ovoide, con algunas formaciones kársticas, y una sala pequeña de nivel inferior al final de la misma. No se tienen datos de que haya sido habitada.

### Cueva del "Tío Vihuelo" (Sancha)
La cueva del "Tío Vihuelo" (CATFae CUCA 80134) es un abrigo rocoso sin apenas profundidad, situado a orillas del arroyo de Sancha, en la sierra del mismo nombre, formado por una fractura natural de la roca que se compone de coladas, uno de los espeleotemas más comunes de tipo flujo generadas por filtraciones de agua. En otras palabras, es roca caliza que ha sufrido un proceso de karstificación por disolución. 

### La ermita de Santa Ana

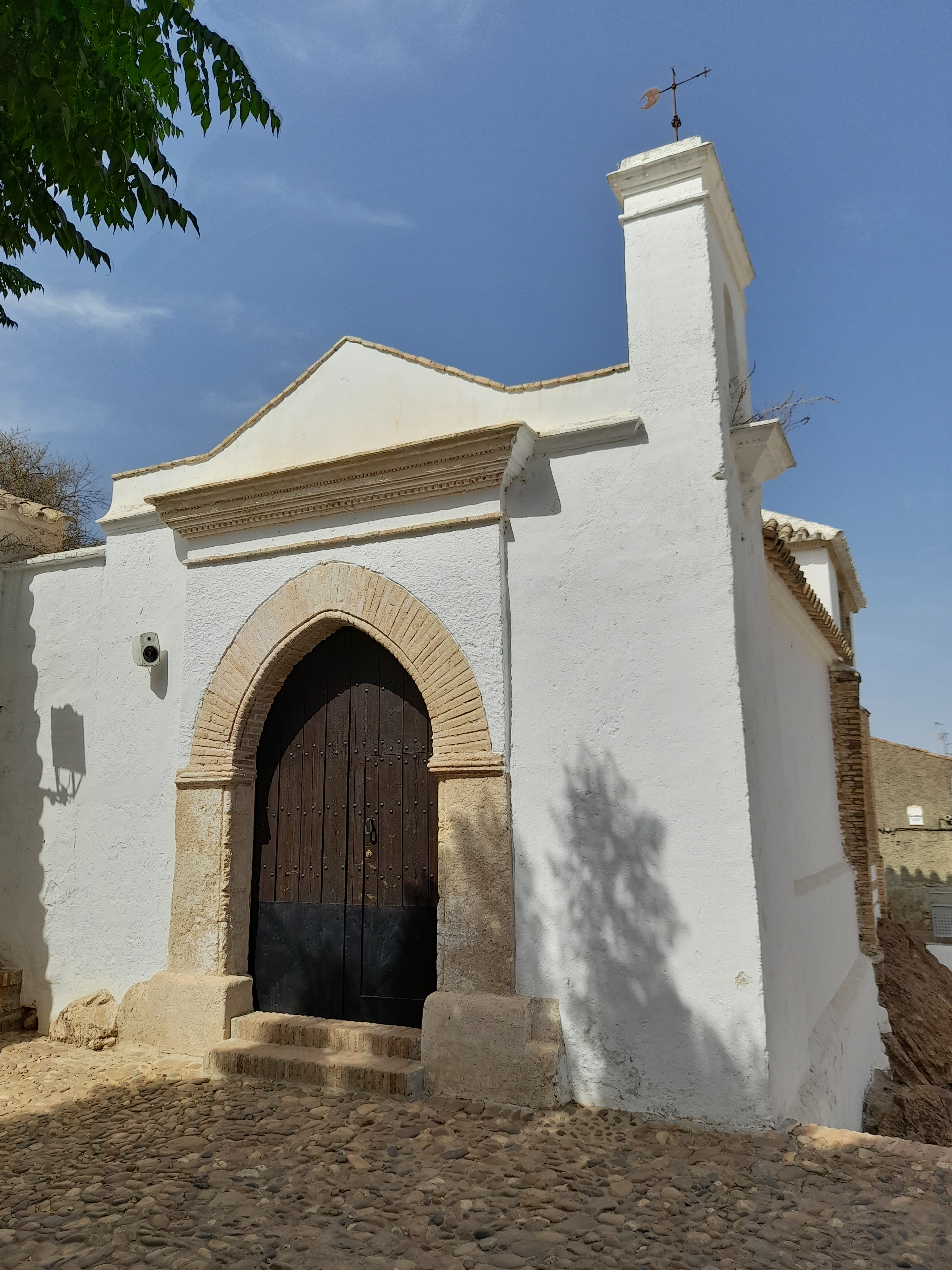
Ermita de Santa Ana.

La ermita de Santa Ana, mudéjar de finales del siglo XV (1470-1485) que presenta en su estructura arcos transversales típicos de la Sierra Norte.

### Ermita de Santiago

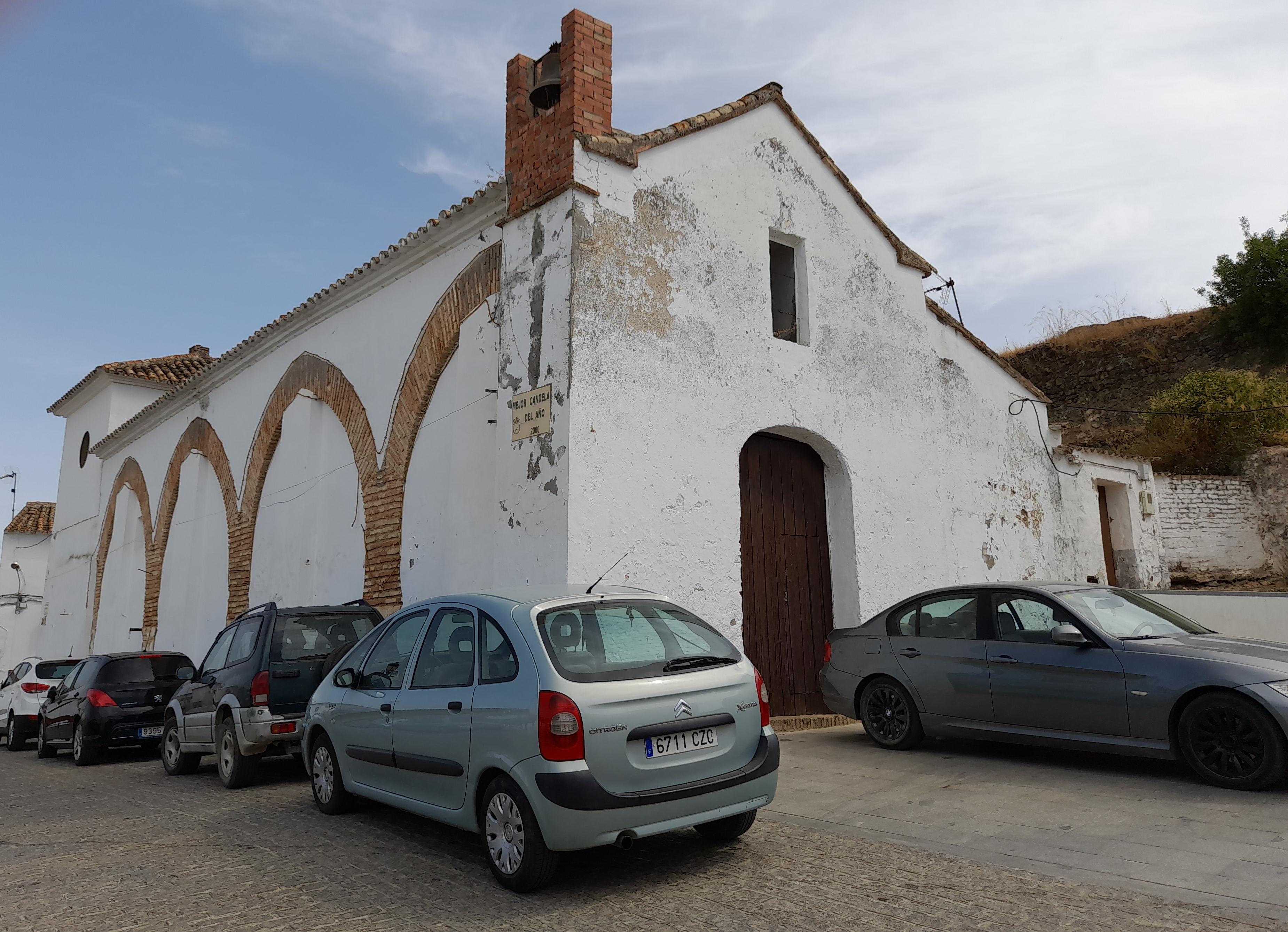
Ermita de Santiago.

La ermita de Santiago data de la segunda mitad del siglo XIV , de estilo mudéjar, con arcos transversales apuntados de gran belleza, se considera un punto de interés por ser la primera iglesia de la localidad. En un principio fue un templo de tres naves de los que quedan dos en la actualidad. Las últimas obras de restauración a la que fue sometida en la década de los ochenta y noventa del pasado siglo no han sido muy acertadas.

### Ermita de Nuestra Señora de las Huertas
La ermita de Nuestra Señora de las Huertas, situada en un atractivo paraje serrano a 4 kilómetros de la localidad, es el punto de peregrinaje el primer domingo de junio de cada año, donde se celebra la romería a Nuestra Señora de las Huertas, patrona de la localidad.

## Gastronomía
Siendo como es tierra de caza mayor y menor, no se extrañará el viajero al descubrir los manjares más típicos de la gastronomía de La Puebla de los Infantes. Entre sus platos más tradicionales se encuentran la perdiz con pimiento de pique, el venado en adobo y las tagarninas con habas. 
Como muy apreciado en esta población se encuentran los faisanes (boletus), que desde antaño se vienen cocinando tanto a la plancha como guisados en aceite de oliva, ajo y guindilla.
Como postres típicos destacan las gachas, el arroz con leche o leche frita. En el ámbito de repostería destacan los gañotes, pestiños, roscos, brazo de gitano y las flores con miel entre otros.

## Fiestas

### Las Candelas
Fiesta eminentemente profana que se celebra el primer fin de semana de febrero. Se relacionan estas fiestas con las de Lupercalia, el 17 de febrero del calendario romano de la época imperial, dedicadas a la preservación de los ganados. Su originalidad consiste en que cada una de las calles realiza una candela, tradicionalmente mediante el acarreo de leña y ramas de olivo por pequeños y jóvenes. 
Estas grandes hogueras van coronadas con un muñeco de paja u otros materiales, llevando un mensaje burlesco relacionado con algún acontecimiento de la población o del país. Alrededor de la hoguera se canta y baila el "sandinga", coplas satíricas sobre anécdotas locales.
Las mujeres mayores se encargan de preparar la "sopaipa" una masa de harina y agua, la amasan, la alisan, cortan en finas lonchas y fríen en aceite de oliva, se acompaña con un poco de chocolate caliente, lo que ayuda a sobrellevar las tardes frías de invierno.

### Feria en honor a Nuestra Señora de las Huertas
Fiesta típica de La Puebla de los Infantes. Anualmente se celebra la Feria en honor a Nuestra Señora de las Huertas del 15 al 18 de agosto. Con la salida de la Nuestra Señora de las Huertas el 15 de agosto

### Carnavales
En el mes de febrero. La semana de carnaval la comienza la murga del pueblo, animando sus calles con sus canciones sobre acontecimientos sucedidos durante todo el año. Los disfraces más representativos de la localidad son los típicos "mascarones", que consisten en ataviarse con ropa vieja ocultando el cuerpo, método de disfraz ya más tradicional y en desuso.

### Semana Santa
En la Semana Santa puebleña realizan los desfiles procesionales y estación de penitencia Jesús de la Salud, La Borriquita ( Domingo de Ramos). El Nazareno con la procesión del silencio ( Jueves Santo) Cristo de la Vera + Cruz, Stmo. Cristo Yacente y Ntra. Sra. de los Dolores (Viernes Santo). María Santísima en su Soledad con gran cantidad de penitentes, procesiona el (Sábado Santo). Nuestro Señor de la Resurrección y Ntra. Sra. del Carmen son los protagonistas en la mañana del Domingo de Resurrección.

### Romería a Nuestra Señora de las Huertas
Esta romería se realiza anualmente en honor a la patrona de La Puebla de los Infantes, el primer domingo de junio. El traslado del sinpecado se realiza con todos los habitantes y visitantes de La Puebla de los Infantes, que confeccionan para la ocasión las carretas y charres típicos de este acontecimiento.